# Calotelea atra
Calotelea atra är en stekelart som beskrevs av Lubomir Masner 1980. Calotelea atra ingår i släktet Calotelea och familjen Scelionidae. Inga underarter finns listade.